# Umpfer-Wachbach-Riedel
Als Umpfer-Wachbach-Riedel wird ein Teil des Naturraums Tauberland in Baden-Württemberg bezeichnet, in dessen Gebiet die namengebenden Fließgewässer Umpfer und Wachbach liegen. Als Riedel wird allgemein ein Geländerücken zwischen zwei Tälern – in diesem Fall zwischen Umpfer- und Wachbachtal – bezeichnet.
Umpfer-Wachbach-Riedel ist die naturräumliche Einheit Nr. 129.0 der Haupteinheitengruppe Neckar- und Tauber-Gäuplatten. Das Königheimer Tal ist als Teileinheit Nr. 129.01 die einzige Untergliederungseinheit des Umpfer-Wachbach-Riedels ganz in dessen Norden, der ansonsten in zweiter Nachkommastelle ungegliedert bleibt.

## Naturräumliche Gliederung
Der Umpfer-Wachbach-Riedel ist folgender Teil des Naturraums Tauberland der Haupteinheitengruppe Neckar- und Tauber-Gäuplatten:
- (zu 12 Neckar- und Tauber-Gäuplatten)
  - 129 Tauberland
    - 129.0 Umpfer-Wachbach-Riedel
      - 129.01 Königheimer Tal

    - 129.1 Südliche Tauberplatten
    - 129.2 Freudenbacher Platte
    - 129.3 Taubergrund
      - 129.30 Mittleres Taubertal
      - 129.31 Vorbachtal
      - 129.32 Wittigbachtal
      - 129.33 Taubertal bei Bieberehren

    - 129.4 Tauberberg
      - 129.40 Unterbalbach-Röttinger Riedel
      - 129.41 Messelhäuser Hochfläche
      - 129.42 Großrinderfelder Fläche
      - 129.43 Werbach-Böttigheimer Tal